# Porzellan (Kurzfilm)
Porzellan ist ein deutscher Kurzfilm für Kinder unter der Regie von Annika Birgel aus dem Jahr 2024. Der Film feierte im Februar 2024 auf der Berlinale seine Weltpremiere in der Sektion Berlinale Generation.

## Handlung
Eine Hochzeit wird auf einer abgelegenen deutschen Insel vorbereitet, und dazu gehört traditionell auch ein Polterabend. Bei diesem Zusammenkommen zerbrechen die Gäste Steingut und Porzellan und wünschen damit symbolisch ein Gelingen der Ehe. So wächst der Scherbenberg, und die zehnjährige Fina kämpft darum, dass nicht auch ein Stück von ihr zerbricht.

## Produktion

### Filmstab
Regie führte Annika Birgel, das Drehbuch stammt von Rudolf Fitzgerald Leonard. Die Kameraführung lag in den Händen von Lydia Richter und für den Filmschnitt war Rudolf Fitzgerald Leonard verantwortlich.  
In wichtigen Rollen sind Nell Marie Haack als Fina und Liv Heleen Haack als Elisabeth zu sehen.

### Produktion und Förderungen
Produktionsfirmen waren Problemkind Filmproduktion, die Rudolf Fitzgerald Leonard Filmproduktion und Annika Birgel. Die Produktion wurde vom Beauftragten der Bundesregierung für Kultur und Medien und von der MOIN Filmförderung (Hamburg) finanziell unterstützt.

### Dreharbeiten und Veröffentlichung
Die Arbeit am Film begann bereits 2020. Gedreht wurde vom 15. bis 22. Oktober 2022 in Hamburg, Berlin, Lübeck und auf den Halligen in Schleswig-Holstein.
Der Film feierte im Februar 2024 auf der Berlinale seine Weltpremiere in der Sektion Generation.

## Auszeichnungen und Nominierungen
- 2024: Internationale Filmfestspiele Berlin